# Satanarsa Records
Satanarsa Records ist ein seit 2001 aktives russisches Independent-Label. Zu den populärsten über Satanarsa Records verlegten Bands zählen Interpreten wie Y’ha-Nthlei, SLOW, Aamunkajo und Ankhagram.

## Künstler (Auswahl)
- A Young Man’s Funeral
- Aamunkajo
- Ankhagram
- Arachna Signorum
- Asmoday’s Wings
- Azathoth
- Black Wings
- Dark Sadness
- De Profvndis Clamati
- Dom
- Emptiness
- Flegethon
- Funeral Art
- Gust in Grief
- I Chaos
- Il Vuoto
- Innzmouth
- Kairi
- The Liquescent Horror
- Locus Requiescat
- Longa Morte
- Lunar Portals of the Astral Mirror
- MistGuide
- MDP
- Monumenta Sepulcrorum
- Night of Suicide
- No More Sorrow in Me
- Pogost
- The Sad Sun
- Shades of the Black Sky
- Shine, My Boregarden
- SLOW
- Sorrow of Rain
- Umnea
- Until My Funerals Began
- Vin de Mia Trix
- Whispering Shadows
- Woe of Winter
- Y’ha-Nthlei